# 寒川町
寒川町（日语：／ Samukawa machi */?）位於日本神奈川县中部。

## 地理
位於相模川下流東側，大概是平原台地也能看。
- 河川: 相模川、目久尻川、小出川

## 交通

### 鐵路
東日本旅客鐵道
- 相模線：寒川站 - 宮山站 - 倉見站

## 主要观光点

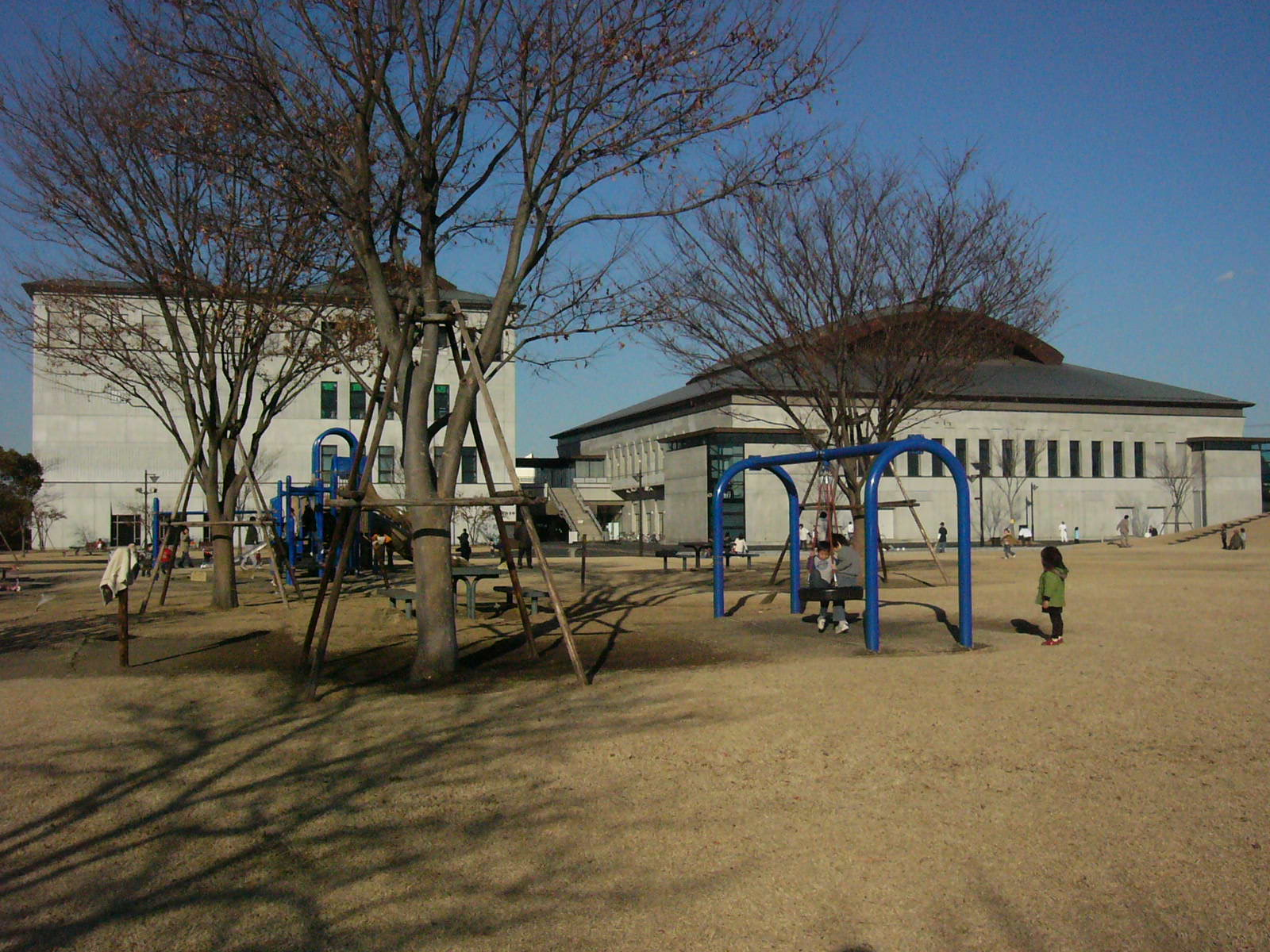
寒川中央公園

- 相模国一之宮寒川神社
- 相模国一之宮八幡大神
- 梶原景時館跡